# Си Би Ес Риалити
Си Би Ес Риалити (на английски: CBS Reality) е европейски филмов платен телевизионен канал, излъчващ се в Европа, Близкия изток и Африка.

## История
Си Би Ес Риалити стартира като Reality TV на 1 декември 1999 г. като смесено дружество между UPCtv и Zone Vision. През 2005 г. Liberty Global, собственик на UPC, закупува Zone Vision и година по-късно те решават да обединят всичките си канали под единната марка „Zone“. Reality TV става Zone Reality, а Reality Extra в Обединеното кралство става Zone Reality Extra на 26 юни 2006 г.
На 1 август 2012 г. Chellomedia разкрива, че европейската версия на Zone Reality ще бъде ребрандирана като „CBS Reality“. В Европа Zone Reality е ребрандиран на 3 декември 2012 г. AMC Networks придобива Chellomedia на 2 февруари 2014 г. и променя името си на 8 юли 2014 г. На 4 ноември 2020 г. беше ребрандиран от ViacomCBS.

## В България
В България каналът стартира на 3 декември 2012 г., заменяйки Zone Reality. В програмата на CBS Reality са включени отличената с няколко награди „Еми“ поредица „48 часа“ и най-дълго излъчваният, рейтингов дневен сериал в Америка „Съдия Джуди“. Сред премиерните заглавия, осигурени от други доставчици, са бъдат динамичните, криминални, документални поредици „ФБР: Криминални разследвания“ и „Без изход“, хитовата поредица за промяна на външния вид „Да се подмладиш с 10 г.“, предаването за изследване на родословието „Кой мислиш, че си?“ и трогателни медицински поредици като „Реанимация за бебета“.
На 3 януари 2024 каналът спира да се излъчва по телевизиите